# Хури

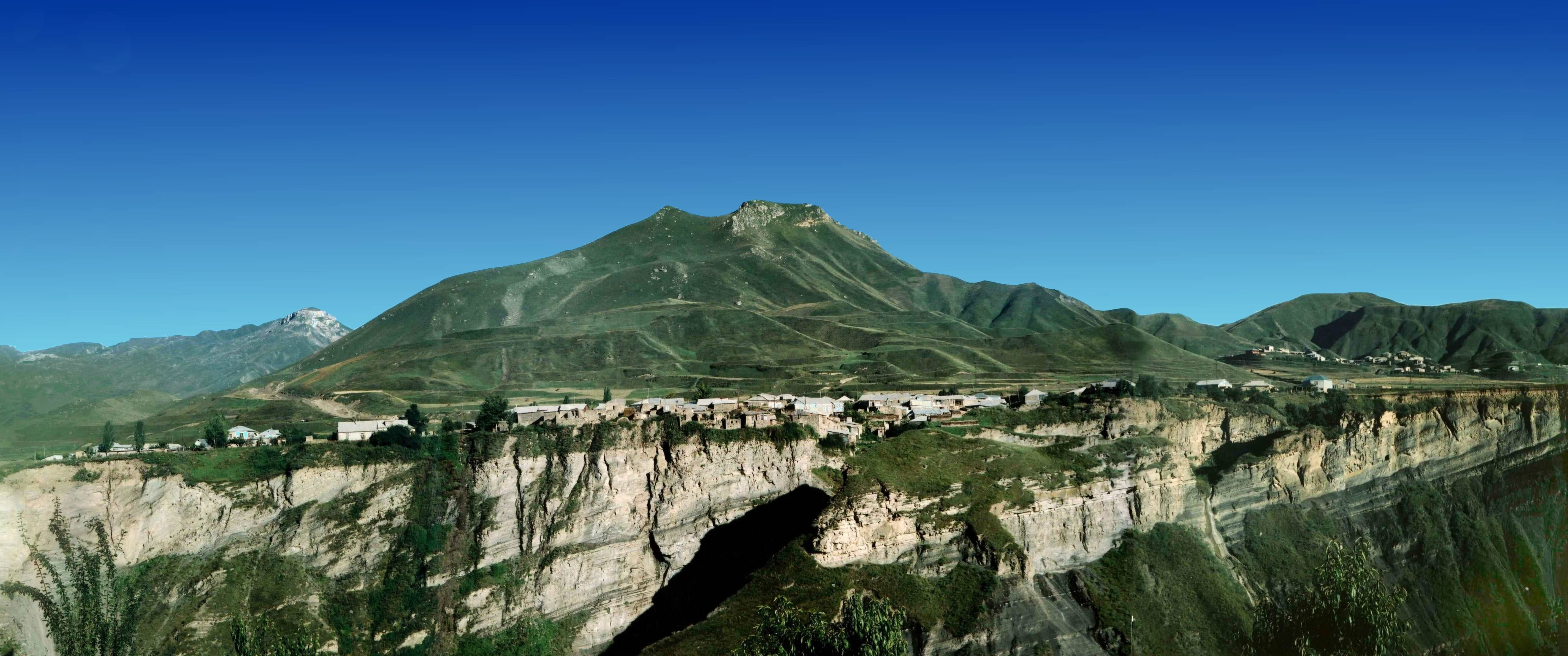
Huri.

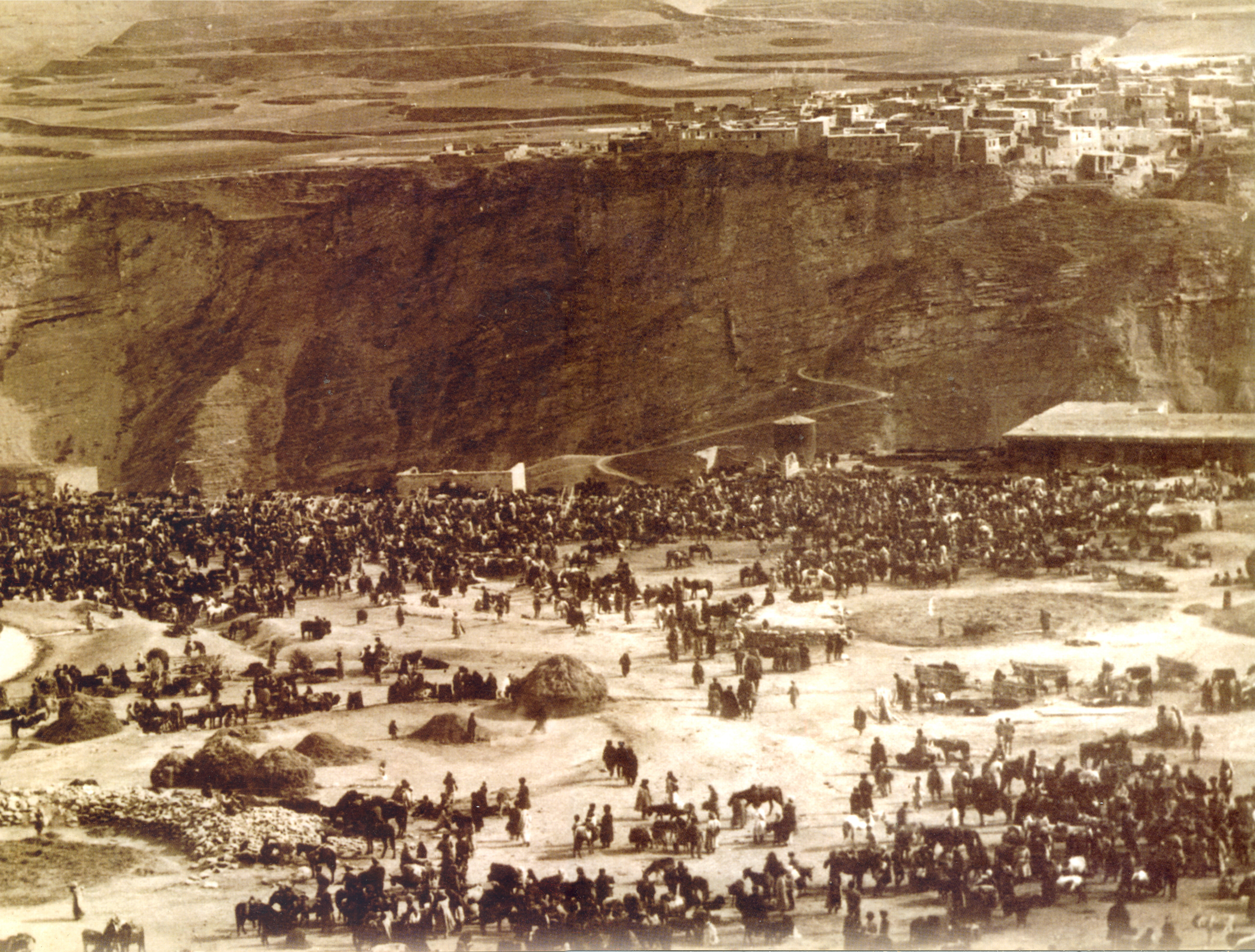
Huri.

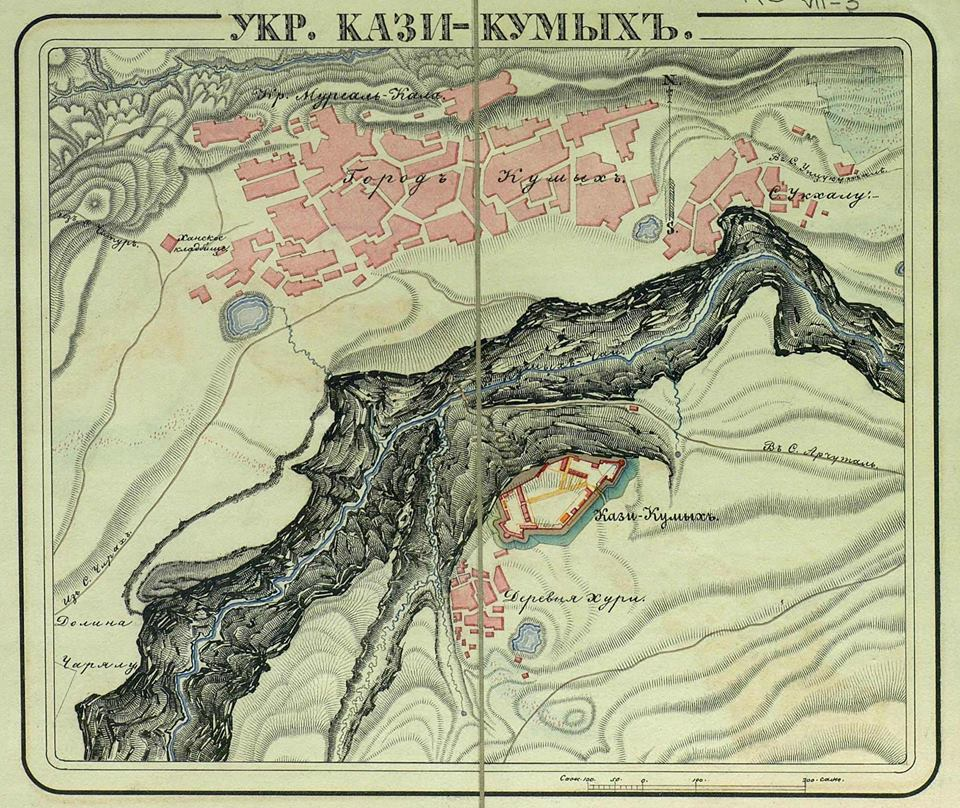
Из атласа крепостей Российской империи

Хури́ — село (аул) в Лакском районе Дагестана. Административный центр сельского поселения «Сельсовет «Хуринский»».

## Географическое положение
Село расположено в Центральном Нагорном Дагестане, в 152 км от г. Махачкала, в 1 км к востоку от районного центра — села Кумух, на правом берегу реки Казикумухское Койсу, на высоте 1400—1450 м над уровнем моря, у подножья г. Вацилу, высотой около 900 м. Вацилу находится в центре Лакского района, в центре ложбины, окружённой кругом высокими горами, и с этой горы видны почти все сёла Лакского и Кулинского районов. С обеих сторон этой горы протекают два притока Казикумухского Койсу, одна из которых протекает между Кумухом и селением Хури. Река эта называется Хъуннех, что означает — Большая река, а с восточной стороны протекает река, берущая начало в Кулинском районе. Обе эти реки встречаются в 3 км от Кумуха и образуют Казикумухское Койсу. В центре села расположен небольшой пруд, неподалёку от него источник чистой, родниковой воды, которую используют жители.

## История
Точную дату возникновения аула Хури сейчас трудно установить. Известный учёный А. Р. Шихсаидов обнаружил памятник 1378—1387 годов. В книге «Очерки истории Дагестана», выпущенной в 1957 году, написано: «Самые древние надгробные камни, на которых имеется запись на арабском языке, находятся в Кумухе, в Сумбатле и в Хури. На надгробном камне возле зиярат „Мусал-Къатта“ написано: „3десь похоронен Магомед сын Буддая 867 г. хиджры (1462 г.)“».
В XVIII—XIX веках среди хуринцев были и учёные, и военные. Среди самых значимых фигур XVIII века был хуринец Махӏад аль Хури, математик, астроном и архитектор. По его проекту обновили Хуринскую мечеть. Умер в 1731 году в Мекке и там же похоронен.
Хуринцы приняли активное участие в восстании горцев 1877 года, возглавив нападение на русскую крепость, которая находилась на окраине Хури. 22 октября 1877 года восстание было подавлено, точных данных о потерях хуринцев нет, но ориентировочно погибло более 20 человек, в основном похоронены возле селения Цудахар, имена многих не помнят, около 40 человек были высланы в Сибирь. В крепости было установлено восемь пушек, нацеленных жерлами на Кумух. Два ствола от этих пушек были перевезены в Махачкалу и установлены у здания Краеведческого музея на главной площади города.
Ближайшими к селению Хури святыми местами считаются: могила Мусы Хуринского, памятник Парту-Патимат и гора Вацилу.
Великая Отечественная война стала тяжелым испытанием и для аула Хури. В первые же дни войны, на фронт ушли все, кто в состоянии был держать оружие, кто добровольцем, кто по призыву. В Хури остались старики, женщины, дети. Из 119 хуринцев, ушедших на фронт, не вернулись 60 человек. Имена всех погибших и участников увековечены на обелиске, установленном в центре с. Хури.

## Население
| 1895 | 1926 | 1939 | 1970 | 1989 | 2002 | 2010 |
| ---- | ---- | ---- | ---- | ---- | ---- | ---- |
| 558  | ↘412 | ↗484 | ↘383 | ↘240 | ↗376 | ↗518 |
| 2021 |      |      |      |      |      |      |
| ↘223 |      |      |      |      |      |      |

Данные из республиканского архива: В 1888 г. в Хури было 115 домов с населением 581 человек, пашня — 88 десятин (95,92 га), крупный рогатый скот — 145 голов, мелкий рогатый скот — 275 голов, в 1914 г. в Хури проживало 660 человек, в 1926 г. — 412 человек. За 12 лет численность хуринцев уменьшилась на 248 человек, что, вероятнее всего, было вызвано революцией, гражданской войной, эпидемическими вспышками тифа, малярии, оспы, а также засухой и голодом 1923—1926 гг. До войны 1941 г. в Хури было 145—150 домов, 45—50 хозяйств проживало постоянно в других городах — в Грозном, в Астрахани, в Москве, в Баку и почти во всех городах Дагестана.

## Экономика
Хуринцы — потомственные земледельцы и животноводы, одновременно занимались ремесленничеством, изготовляли из меди домашнюю утварь: кувшины, кумганы, кастрюли, котлы, тазы и т. д. Большая часть мужского населения занималась ремеслом. Хуринские медники славились во всём Дагестане. Хуринские мастера работали в Астрахани, Грозном, Карачаево-Черкесии, Северной Осетии (г. Алагир). В 1933 году в Грозном хуринец Магомедов Абдурахман (Ишхъал) открыл артель «Красный Дагестан». Земледелие в Хури в основном террасное, которое характерно для нагорного Дагестана. Обширные пастбища дают возможность для содержания большого количества крупного и мелкого скота. В 1939 году в Хури был образован колхоз, в 1968 году преобразован в совхоз. В настоящее время основным источником дохода является животноводство и работа в государственных учреждениях с. Кумух.

## Известные уроженцы

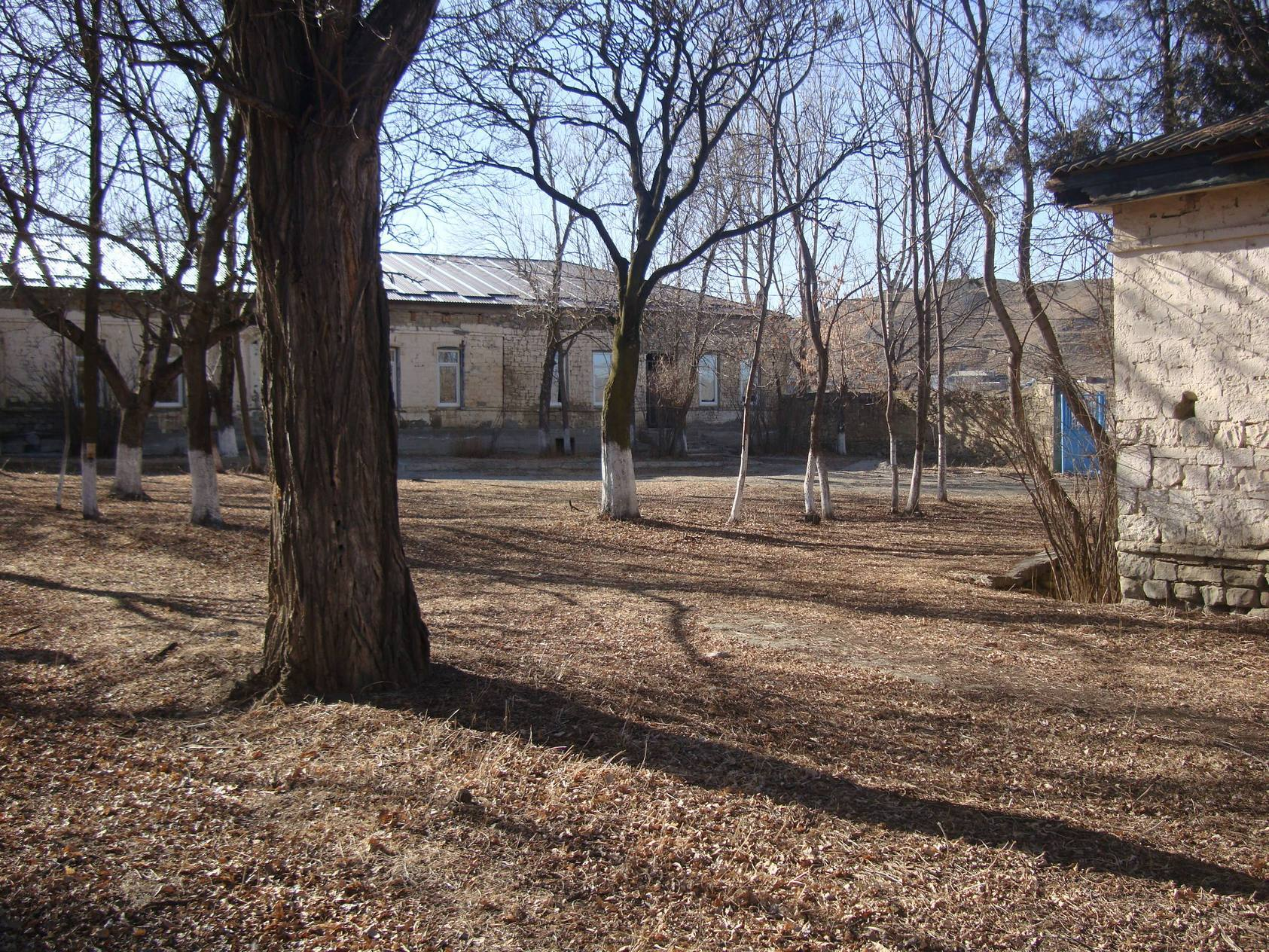
Царское военное укрепление Кази-Кумыхъ

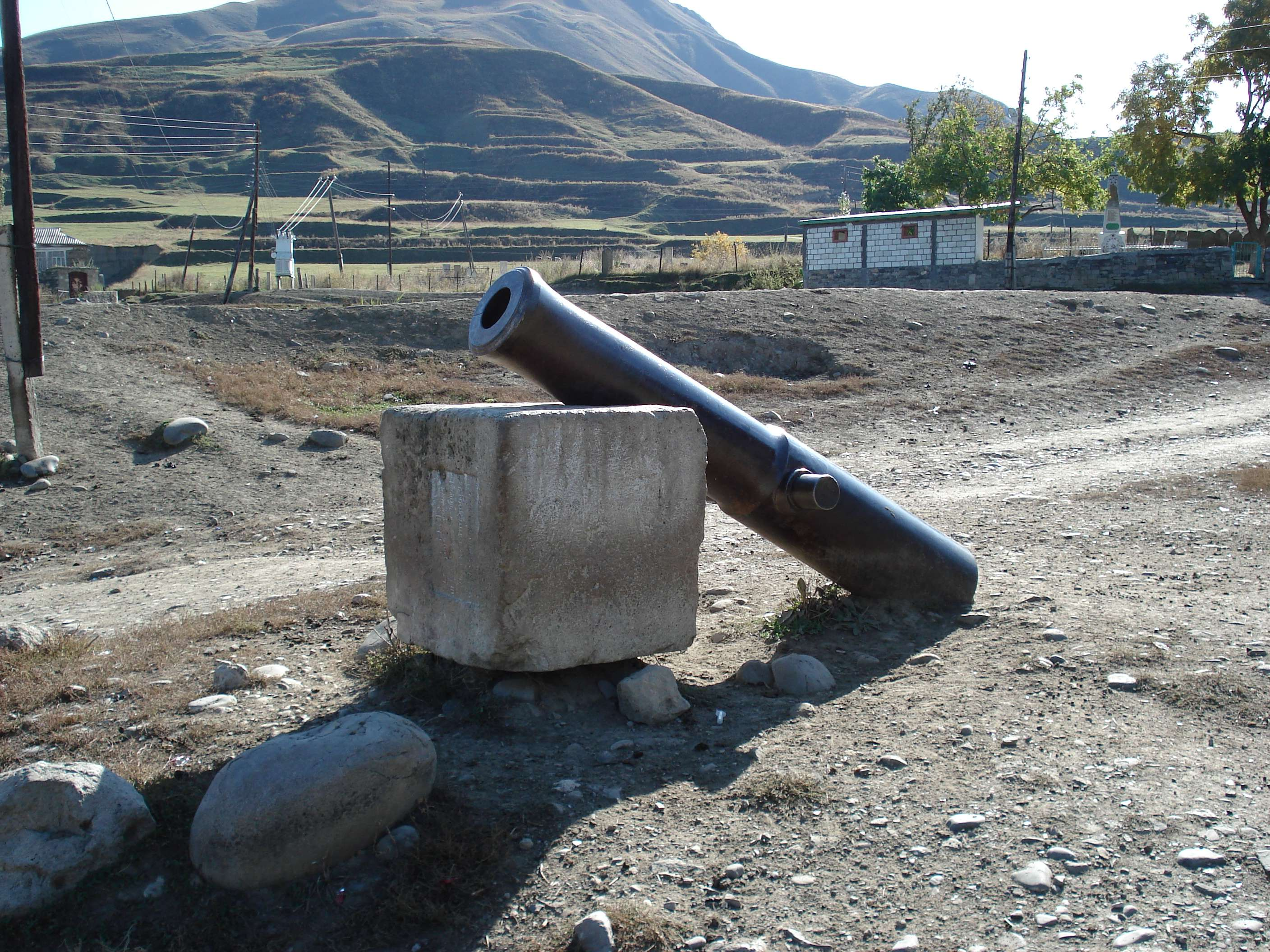
Пушка царской армии в крепости Кази-Кумыхъ (1813)

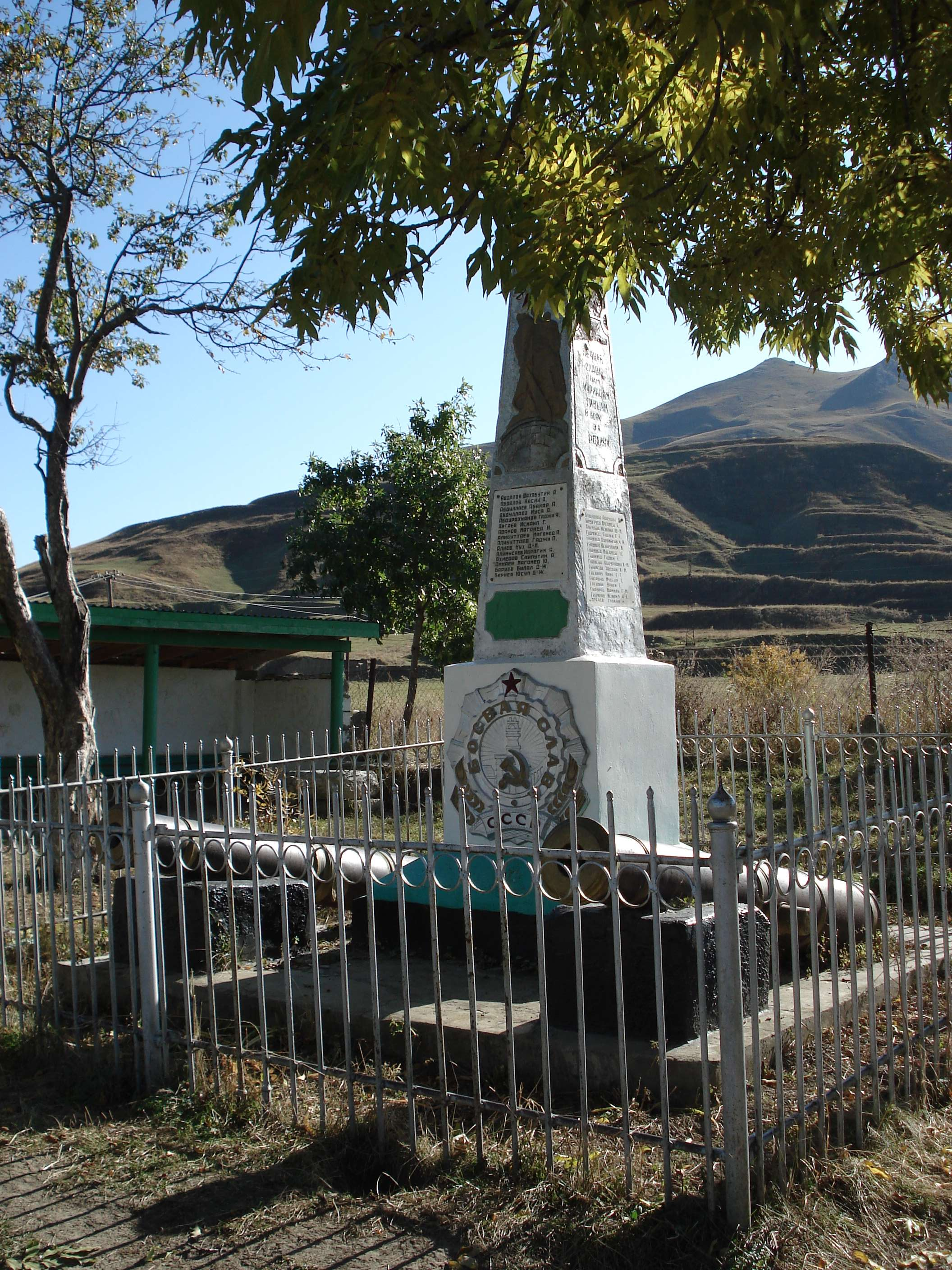
Памятник участникам и погибшим на фронтах ВОВ и 2 пушки царской армии ХIX в.

- Абдуллаев, Шахмардан Гасан-Гусейнович (1911—1996) — лакский писатель, Народный артист Дагестанской АССР.
- Микаил Магомедович Халилов (Микаэль, Минкаил) (1869—1935) — российский военачальник, генерал-майор (1917).
- Хайрутдин Эфендиевич Гаджиев (1920—2016) — терапевт-кардиолог, доктор медицинских наук.
- Наби Цахаевич Цахаев (1926—1985) — доктор медицинских наук, профессор, заслуженный деятель науки ДАССР, автор свыше 100 научных трудов, посвященных актуальным вопросам ортопедии, травматологии, гнойной хирургии. Под его руководством выполнены 2 докторские и 9 кандидатских диссертаций. Имя Наби Цахаевича Цахаева присвоено Республиканскому ортопедо-травматологическому центру в Махачкале.
- Мусаева Заидат Абакаровна — невролог, доктор медицинских наук, профессор.
- Гаджиев Гаджи Эфендиевич - терапевт, доктор медицинских наук, профессор

Среди деятелей культуры известны имена Абдуллаева Шахмардана (драматург, народный артист Дагестана), Дибирова Магомеда (художник, окончил Ленинградское художественное училище им. Репина), Алиева Магомеда (композитор, живет и работает в Болгарии), Омаровой Патимат (заслуженный деятель искусств РФ), братьев Гасана и Гусейна Сунгуровых (художники). В мире спорта хуринцы также заметны: Гаджиев Абумуслим — чемпион Дагестана по метанию диска (1947); Магомедов Расул — многократный чемпион Дагестана в тяжёлой атлетике; Чупанов Муса — семикратный чемпион Дагестана по боксу; Магомедов Магарам — шахматист, международный гроссмейстер и другие.

## Достопримечательности
- Царское военное укрепление (крепость «Кумух»), в советский период переоборудовано под районную больницу.
- Мечеть-музей 1572 года постройки.
- Пушки царской армии XVIII века.
- Мавзолей «Муса къатта».
- Гора Вацилу.[11]

## Фотогалерея

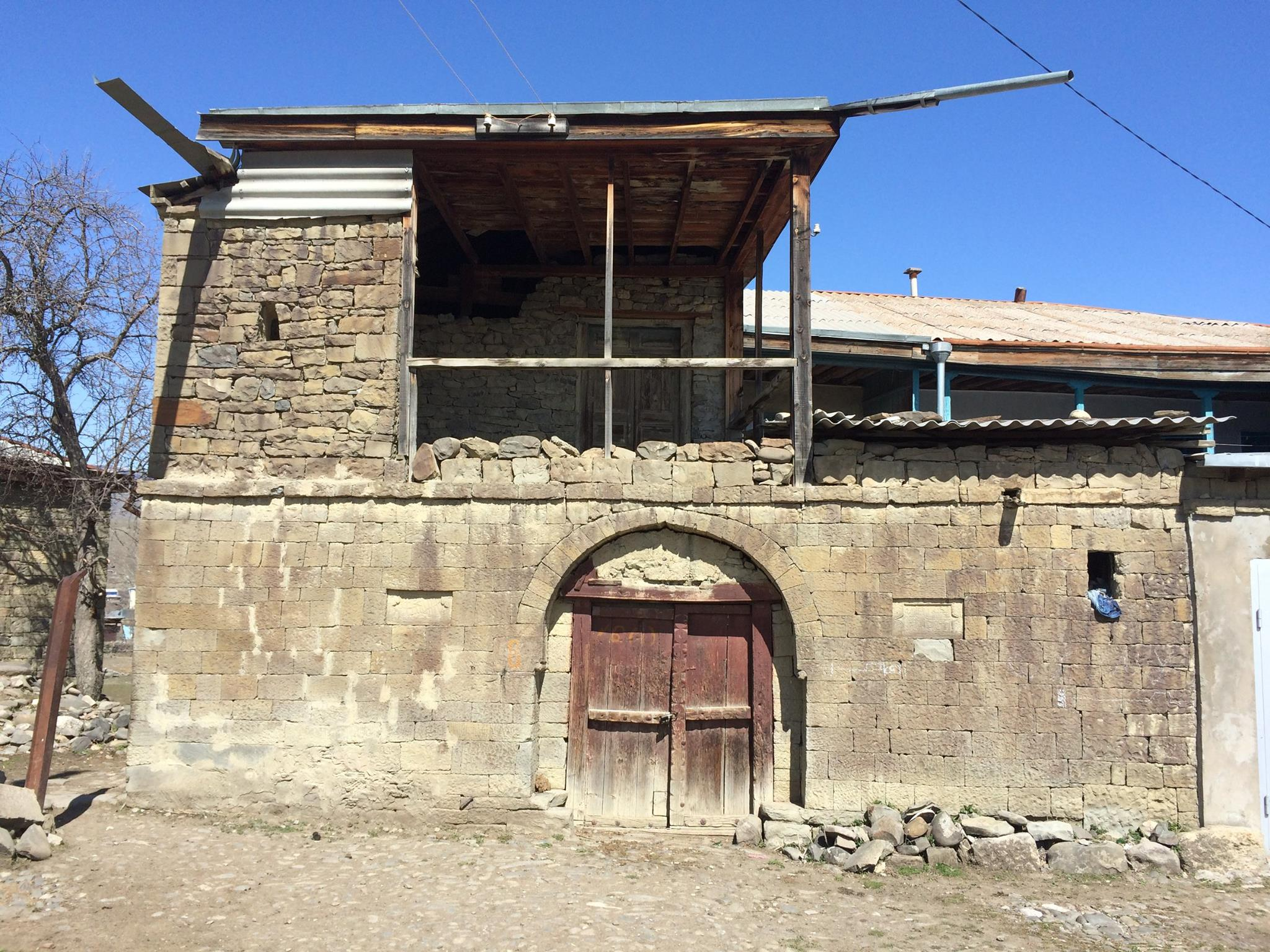
Дом старой части с. Хури

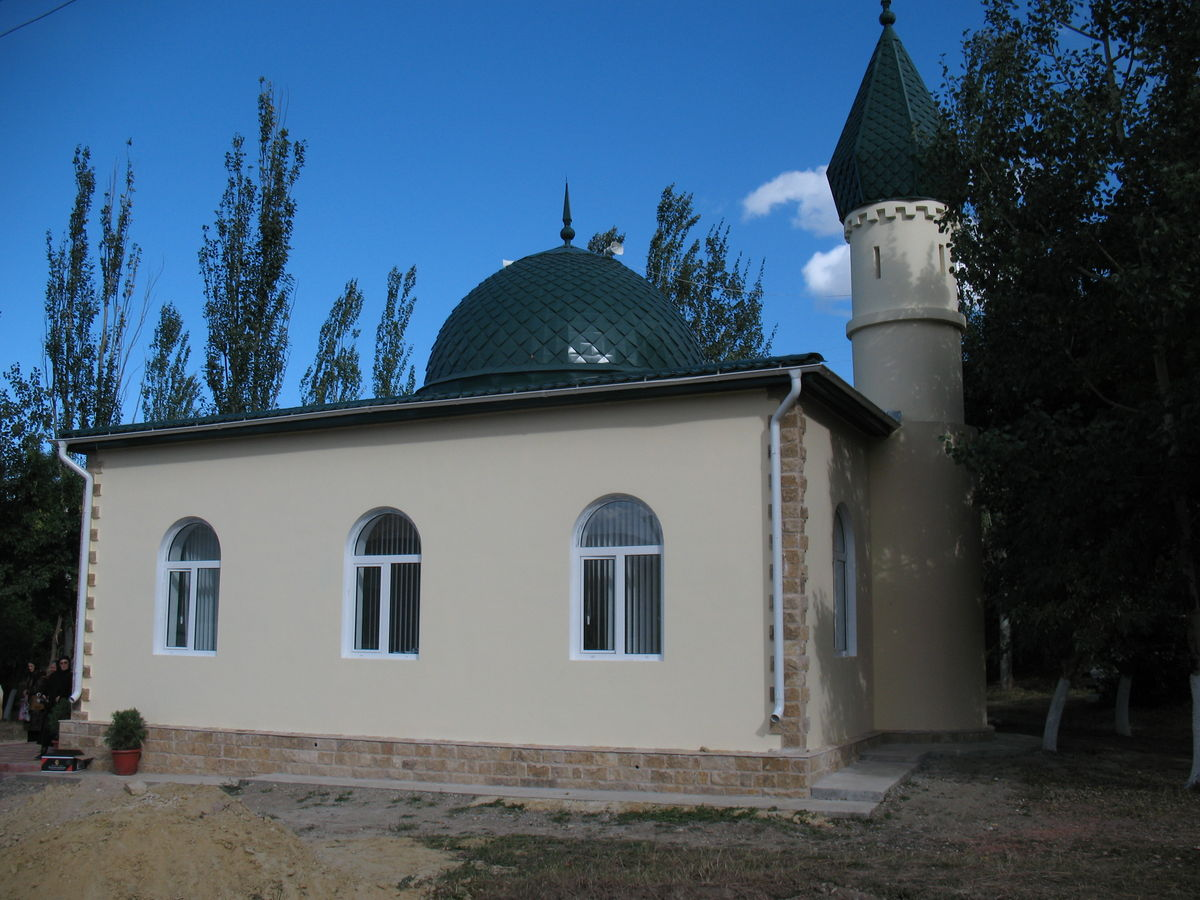
Новая мечеть

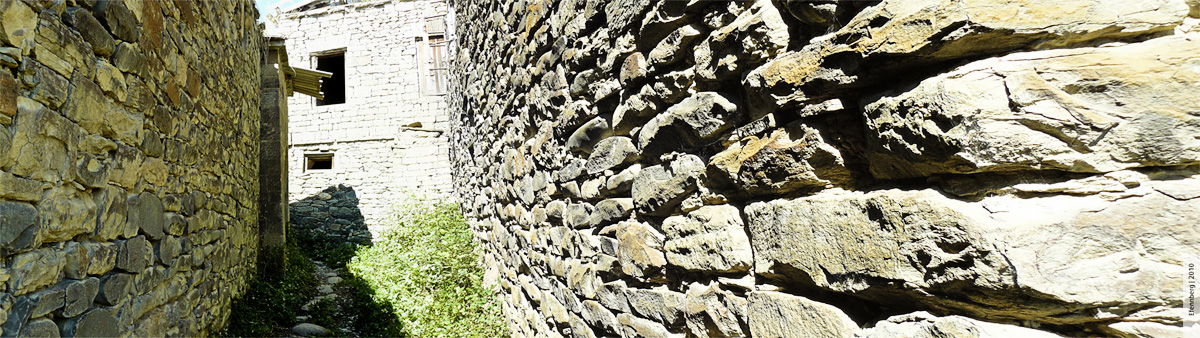
Переулки с. Хури

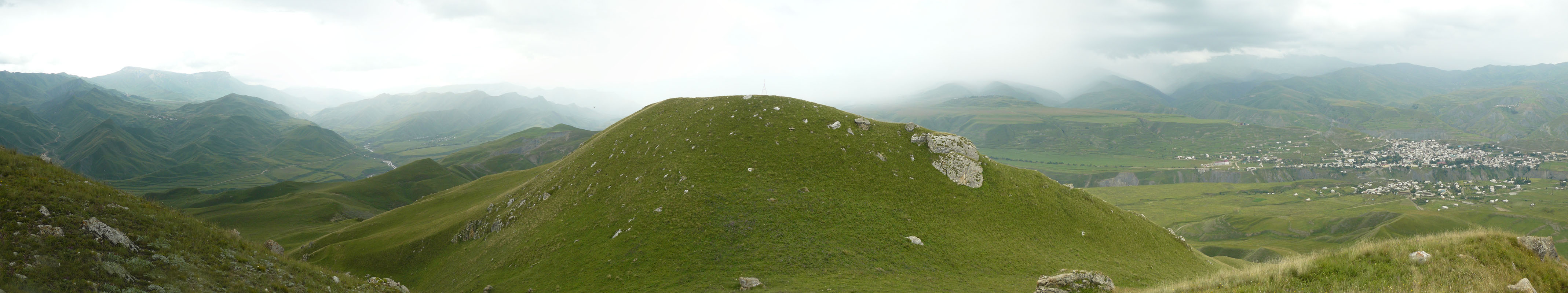
Окрестности Хури

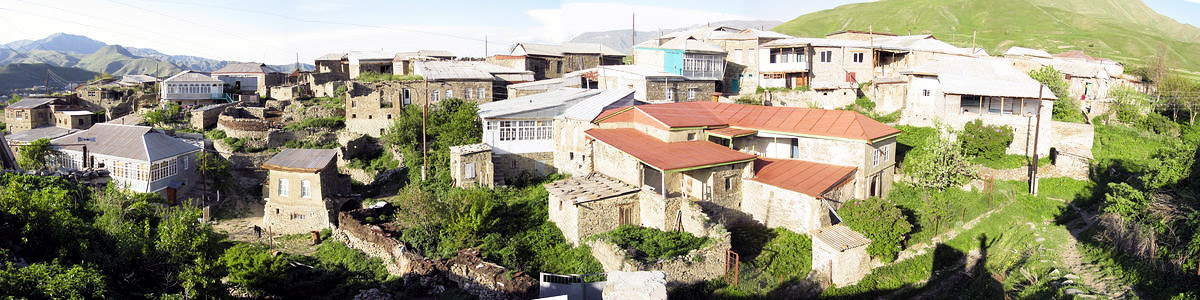
Старое Хури

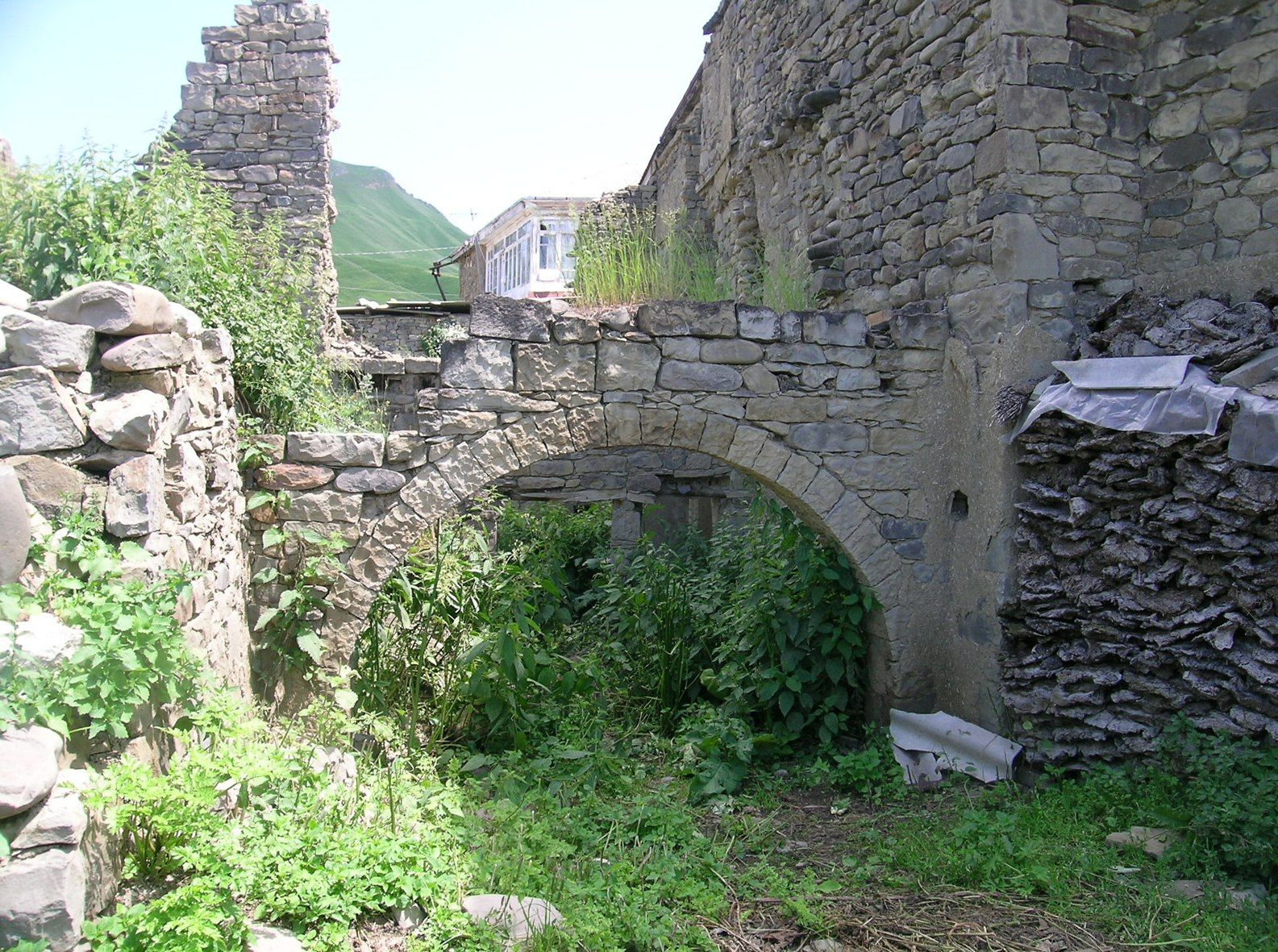
Переулки старой части с. Хури

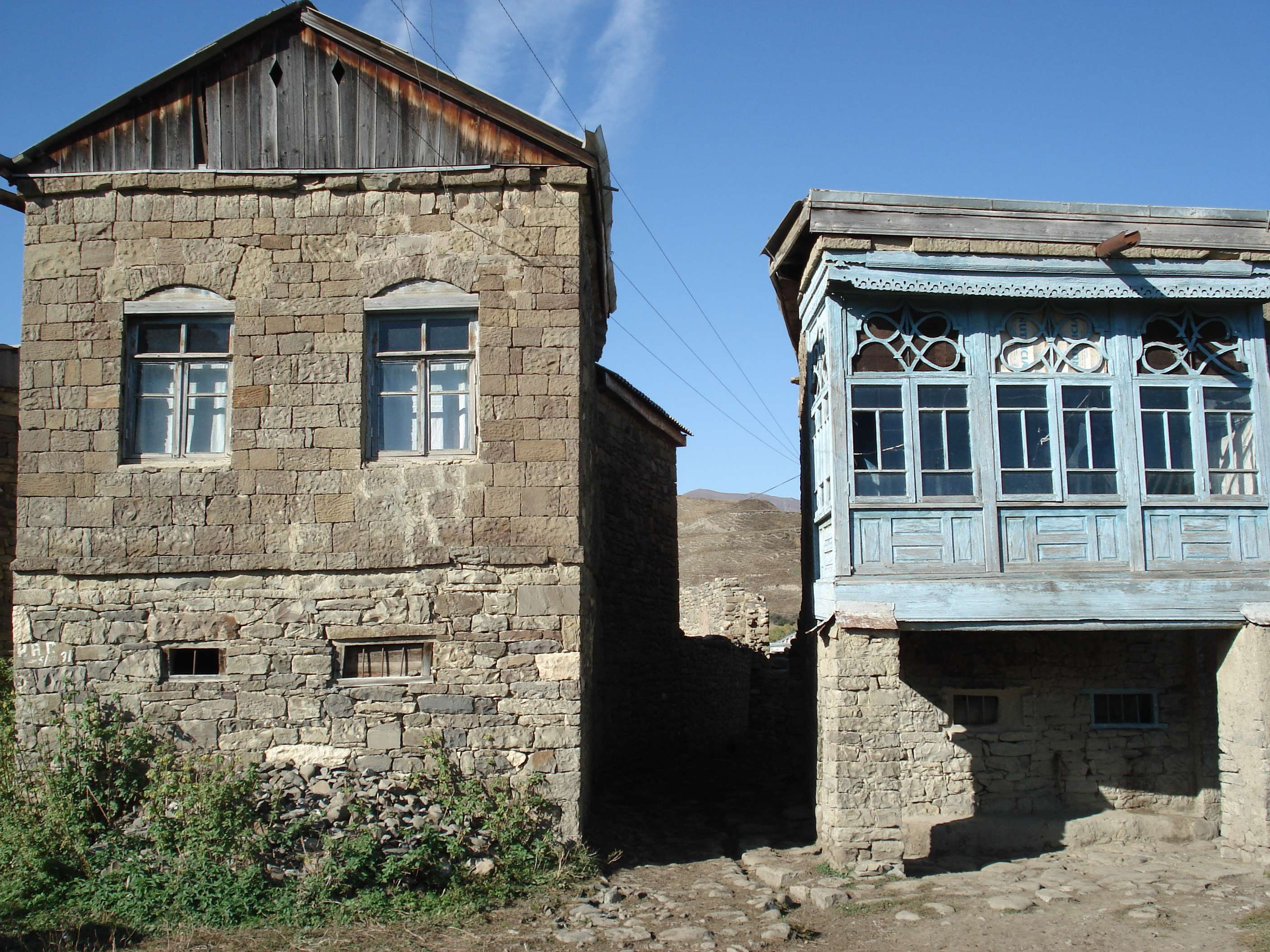
Переулки старой части с. Хури

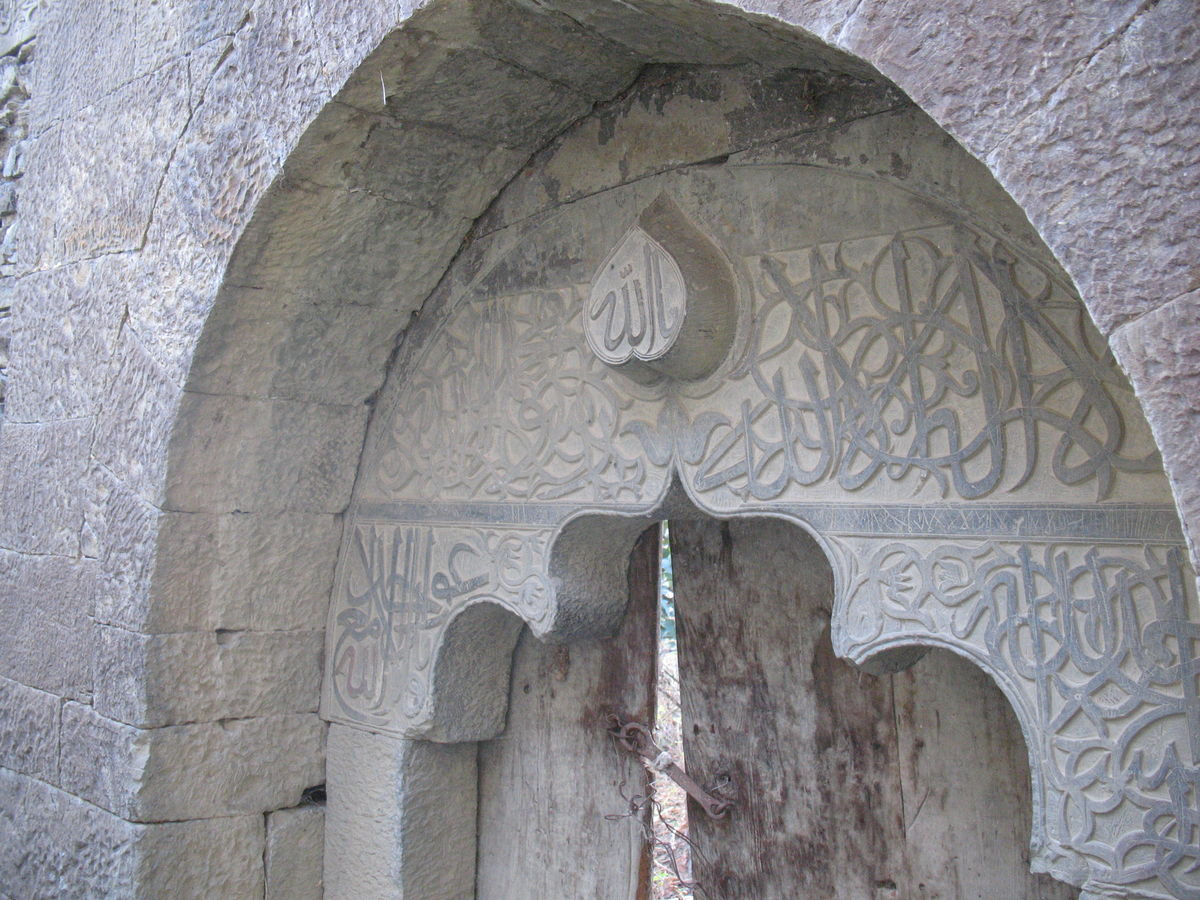
Вход в старую мечеть

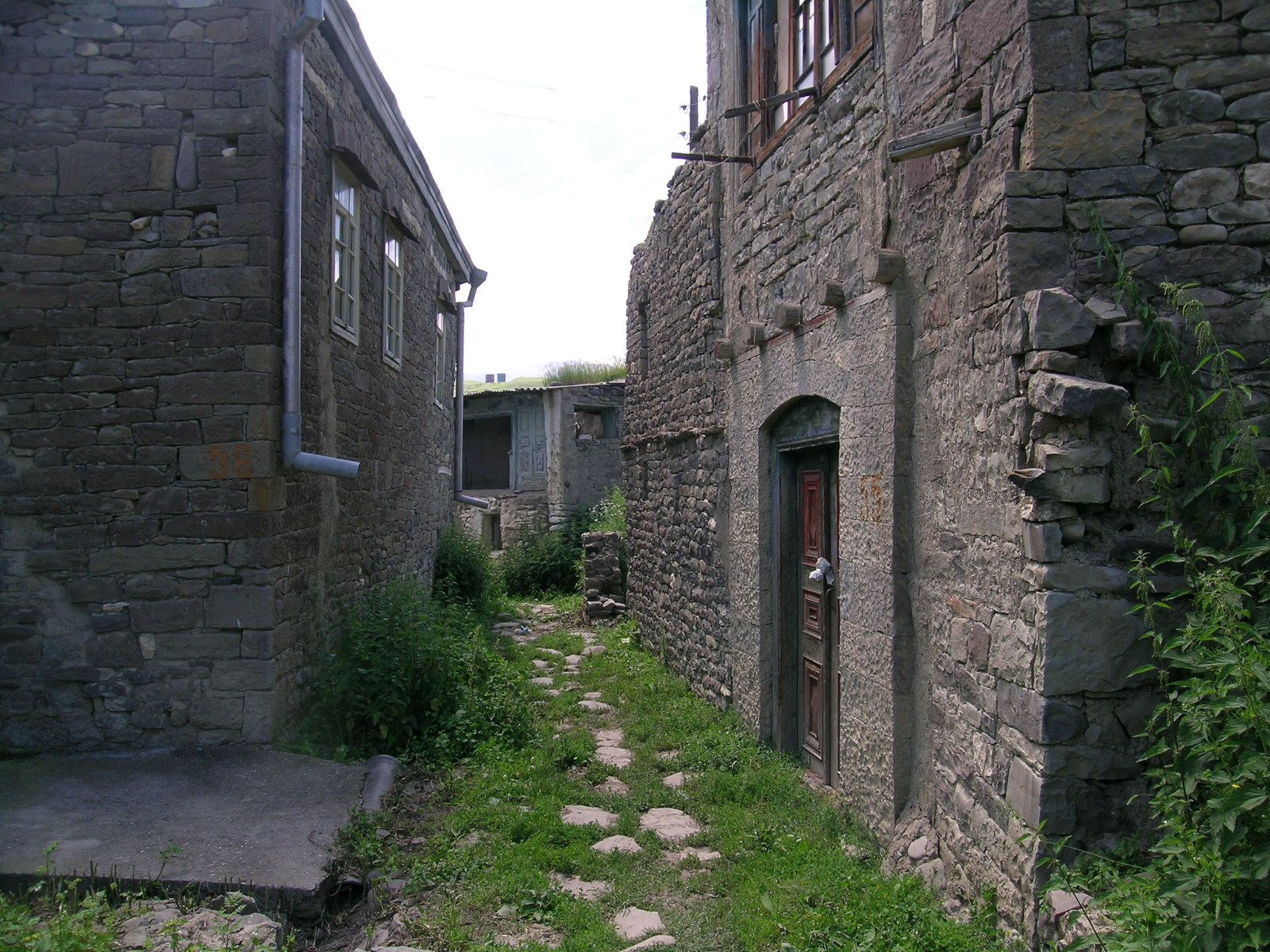
Переулки старой части с. Хури

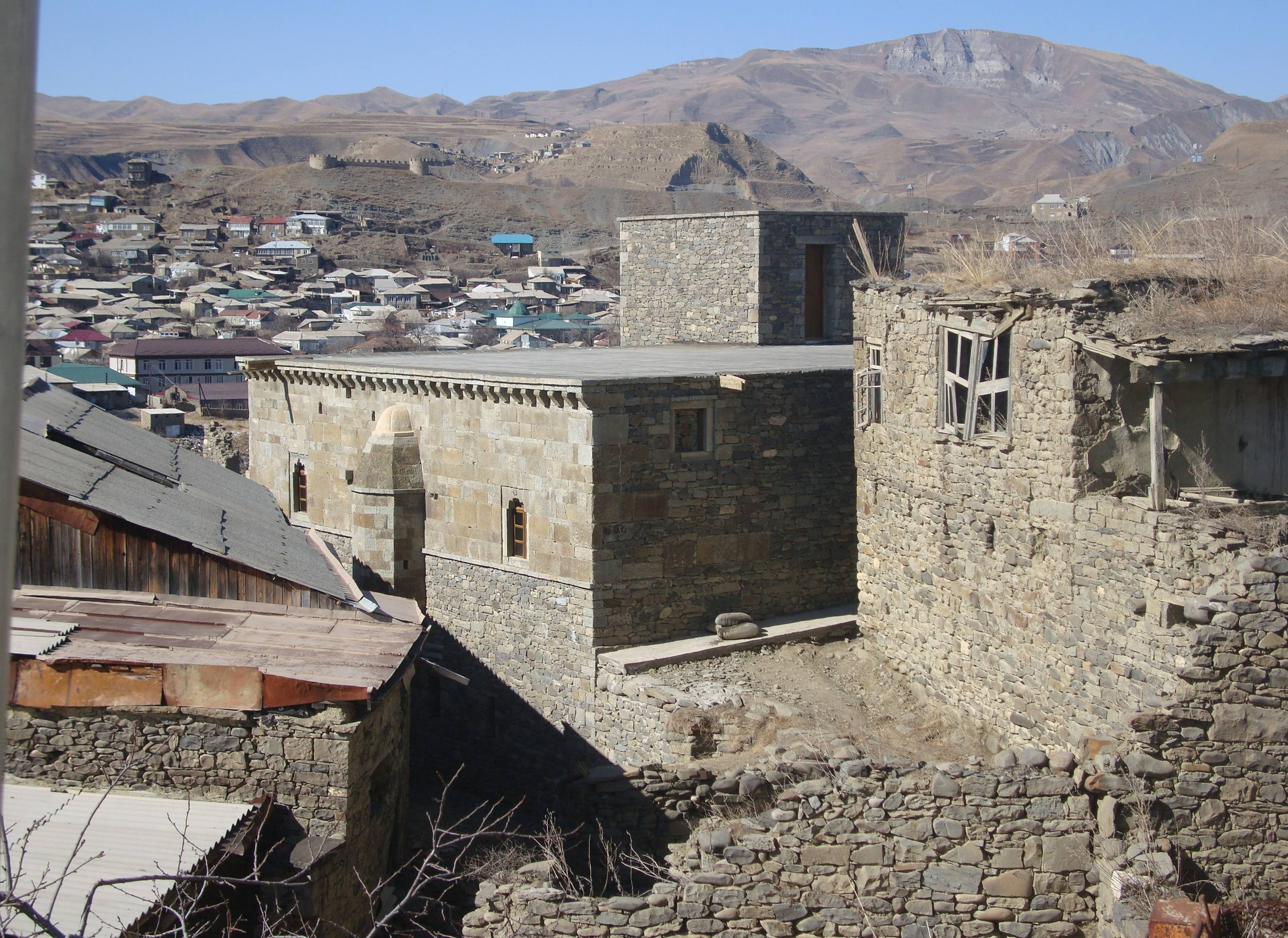
Мечеть-музей 1572 г. постройки

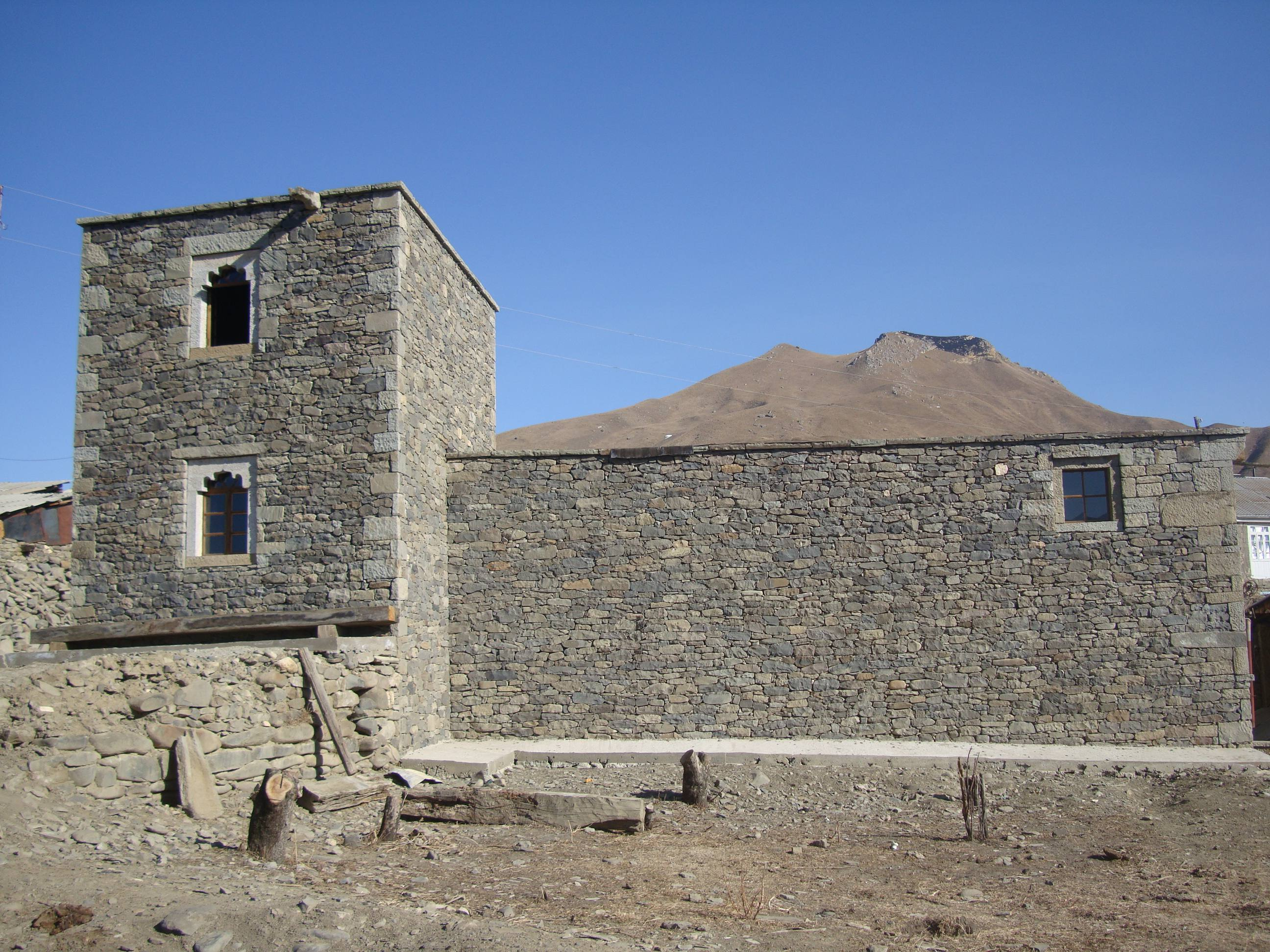
Мечеть-музей 1572 г. постройки

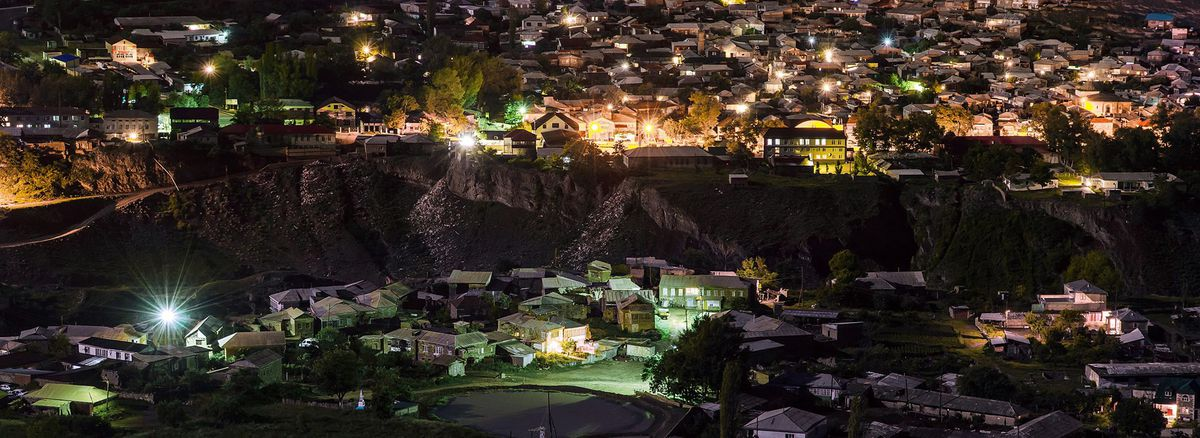
Ночной Хури и Кумух

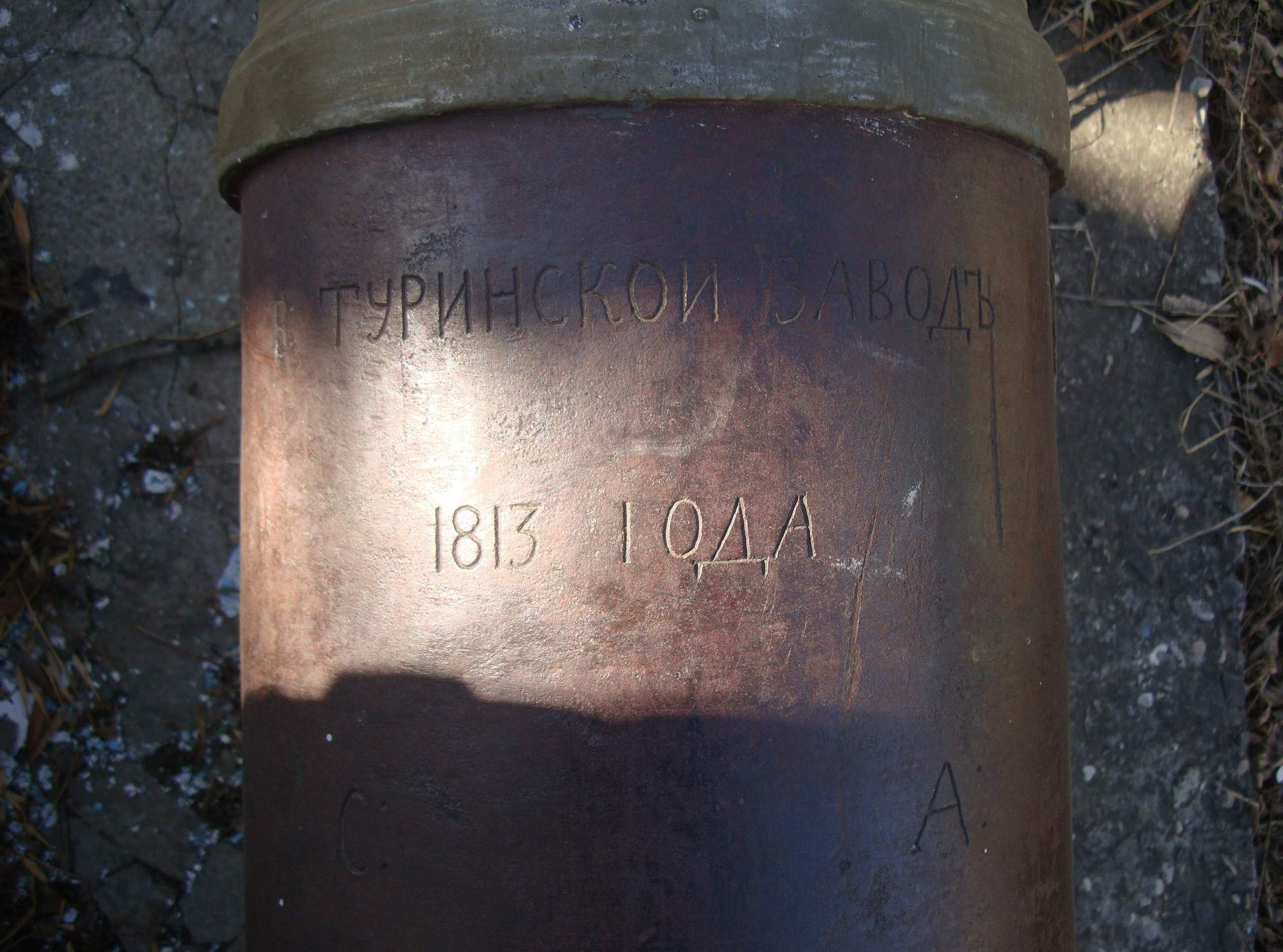
Пушка Царской армии 1813 г.